# ナイスパス

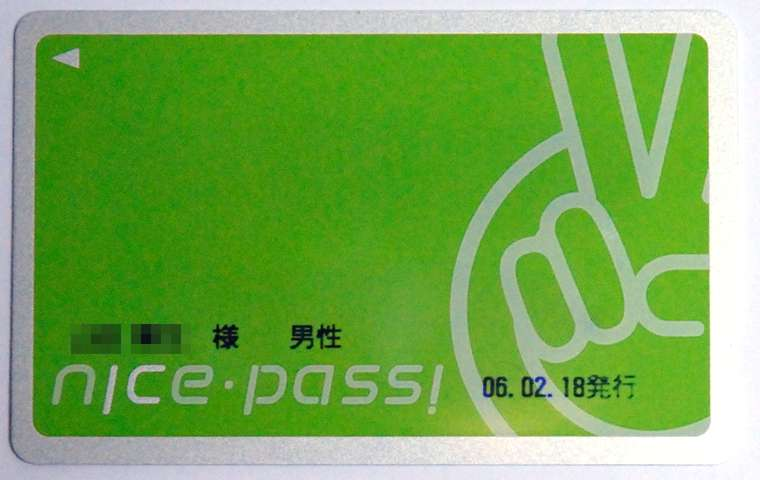
ナイスパス（記名式）

ナイスパス（Nice Pass）は、遠州鉄道の電車・バス双方で共通に使える、非接触ICカード "FeliCa" を媒体とした乗車カードである。名称は、New Intelligence Card of Entetsu Personal And Smart Systemに由来する。システム構築は遠鉄システムサービスが担当。
鉄道・バス共通の本格的なIC乗車カードとしては日本国内で初めてとなった。

## 概要
※太字は前身のEG1CARDの時代から実施されているもの。
- 乗降車の際に、バス乗降口や駅改札口のICカードリーダにタッチして運賃の精算を行う。
- タッチすると音やランプで知らせるが、乗車時と降車時、カードの種類によって音が異なるため、係員にも分かりやすくなっている。残額不足やエラー発生時にも音声やブザーで知らせる。
- 残額が少なくなっても、バス車内の運賃箱・駅などにある券売機や入金機で入金できる。入金は一回につき千円から1万円まで千円単位。入金時に10%程度のプレミアムがつく（ETカードと同率）。
- バス車内での入金の際は運賃箱の「入金ボタン」を押すことによりセルフで入金できる。詳細は遠鉄バス#運賃箱を参照。
- 遠鉄の電車・一般路線バス（遠鉄に運行委託の浜松市自主運行バスを含む）全線で利用できる。空港リムジンバス「e-wing」や高速バス「e-LineR」、定期観光バス、袋井市自主運行バスは利用できない。
- 催事輸送などの臨時バスにおいて乗車券方式を採る場合にも車掌が所持する物と同様のハンディ機器にて処理することにより利用可能。
- バスでは残高0円であっても乗降処理が可能だが、電車では初乗り運賃の140円(小人カードなどは70円)[注釈 2]に満たない場合は入場することが出来ない。また、電車では入場駅から最遠の運賃よりも残高が少ない場合は「カード残額が少なくなってきました。」とアナウンスされる。
- カードの使い捨てを防止する観点から、購入時には500円のデポジット（預かり保証金）が必要。当初、住所・氏名を登録する場合には不要だったが、2007年2月1日以降に新規発行・再発行の場合は記名・無記名を問わずデポジットが必要となった。なお、全てのカードにおいて、デポジットが徴収されている場合には「デポジット500円」（半角カタカナ）と表記される。
- 購入時に住所・氏名を登録していれば、カード紛失時には紛失したカードの残額・有効期限を引き継いで再発行される[注釈 3]（再発行手数料は新たなカードのデポジットとは別に500円必要である[注釈 4]）。
- カード表面には、氏名・性別（以上、記名式の場合）・デポジット有無[注釈 5]・発行日（カードによっては有効期限も）が記載される。
- 取扱窓口へカードを持参することで、定期券残余分（所定の計算式による）やストアードフェア残高の払い戻しを受けることができる（所定の手数料が必要）。また、カード自体が不要になった場合は、カードを返却することにより、デポジット500円の返金を受けることができる（デポジット納入済の場合のみ）[4]。返却されたカードは券面のクリーニングと動作確認を経て、リサイクルカードとして再利用される。
- リサイクルカードを利用したものは無デポジットの扱いとなっている。リサイクルカードは、政府エコポイント（サービスを終了したナイスパスのポイントサービス「エコポイント」ではない）の交換対象商品になっている[注釈 6]。このほか、学校販売（出張販売）の学生ナイスパス[注釈 7] や、後述する記念カードもリサイクルカードである。
- 最初の購入時には任意の金額で作ることが出来る。入金額（1000円～10000円）+デポジット500円（要デポジットの場合のみ）を支払い、入金額+プレミアが残高となる。バス車内販売では入金額が2000円固定の無記名一般カードでの発売となり、2500円支払って2200円の残高での発売となる[注釈 8]。
- 一般的なIC乗車カードでは作動音に「ピピ」などの発振音が設定されていることが殆どだが、遠鉄では一切採用されていない[注釈 9]。
- 2021年3月31日をもってプレミア額の付与サービスを終了し、翌4月1日以降はプレミア額が付与されなくなった[5]。

## 特徴
- 2004年8月に鉄道線と共通のカードとして導入。
- 記名式のナイスパスには、ストアードフェア利用金額（定期券は購入金額）の1%がえんてつポイントとしてえんてつカードに付与される制度[注釈 10] がある。前身は、ポイントがナイスパスに蓄積され1000ポイントたまると商品券に引き替えできるエコポイント制度[注釈 11] である[注釈 12]。
- 入金時に付与されるプレミア額はETカードと同率であるが、ナイスパスはポイントサービスと並行であるため、ポイントも含めて考えるとETカードより得である。
- カードには、券面に印字された文字のリライト（書き換え）機能が付いており、カード種別の変更、有効期限の更新や定期券機能の付加が瞬時にできるほか、不要になったナイスパスをクリーニングして再使用することも容易で、資源の有効利用を図っている。
- 記名式の場合、原則として記名人以外使用できないが、全線定期である通勤ワイドフリー定期券に限っては持参人方式のため記名人以外も使用できる。（後述）
- 遠鉄電車では入場後すぐであれば乗車駅降車が可能であり、残高の引き去りはなされない[注釈 13]。そのため、ナイスパスの裏面には「入場券としては利用できない」旨の表示はなされていない[注釈 14]。
- 同一名義のえんてつカード〈ポイント＆クレジットカード〉を持っていれば、オートチャージサービスを受けられる。（後述）
- 2010年7月末時点で発行枚数419,802枚を達成しており[6]、2012年には50万枚達成している[7]。

## 沿革
- 2002年
  - 3月1日 - EG1CARD（イージーワンカード）としてモニターを対象に9月まで実証実験を開始（サイバネ規格[8]。当初、鉄道線は新浜松⇔助信、バスは対応ステッカー付きの車輛にて運用される51泉高丘線のみ）[9]
  - 12月 - EG1CARD、モニター対象の実証実験終了。
- 2003年4月1日 - EG1CARD、バスにて本格運用開始（車輛毎に順次対応）
- 2004年
  - 8月20日 - 鉄道線と共通のナイスパス、バス電車全線で運用開始[10]（ほぼ全車両[注釈 15] にナイスパス対応運賃箱が設置された[注釈 16]。）
  - 9月21日 - 利用者1万人突破
  - 11月25日 - 利用者2万人突破
  - 12月31日 - EG1CARD利用終了
- 2005年
  - 1月20日 - ナイスパスエコポイントサービス開始と同時にナイスパス定期券の発行開始[11]
  - 1月31日 - 利用者3万人突破
  - 3月14日 - 利用者4万人突破
  - 4月1日 - ナイスパスによる浜松市の高齢者・身障者用電車・バス利用カード発行開始（浜松市ナイスパス）
  - 4月7日 - 利用者5万人突破
  - 5月1日 - 利用者6万人突破
  - 7月6日 - 利用者10万人突破
- 2006年
  - 3月8日 - 利用者15万人突破
  - 6月1日 - 前日をもってETカードが車内外共に発売を終了し、本日よりナイスパスがバス車内でも販売を開始（無記名式。後に中断後、再開）[12]
  - 7月18日 - 利用者20万人突破
- 2007年
  - 2月1日 - 記名式ナイスパスの発行時デポジット徴収開始。
  - 4月24日 - 利用者25万人突破
- 2008年
  - 7月22日 - ナイスパスのオートチャージができるクレジットカード「えんてつカード〈ポイント＆クレジットカード〉」の会員募集、発行を開始
  - 9月1日 - ナイスパスの利用で１％のポイントが貯まる「えんてつカード〈ポイント専用カード〉」の会員募集、発行を開始。同時にオートチャージサービスがスタート
  - 12月31日 - ナイスパスエコポイントサービス終了
- 2009年2月1日 - オートチャージサービス拡大
- 2010年
  - 2月1日 - ナイスパス初の記念カード、「合格祈願ナイスパス」販売開始[13]
  - 3月1日 - オートチャージ登録キャンペーンを開始
  - 5月31日 - オートチャージ登録キャンペーンを終了
  - 9月11日 - ジュビロバージョン販売開始[14]
  - 12月11日 - ジュビロ磐田優勝記念ナイスパス販売開始[15]
- 2011年1月4日 - ご祈願ナイスパス販売開始[16]
- 2012年10月1日 - 発行枚数が50万枚を越えたことに併せキャンペーンを発表[7]
- 2014年3月1日 - 消費税増税を前にナイスパス定期券の発行開始日を通常の14日前から30日前に拡大[17]
- 2016年7月9日 - 仮面ライダー記念ナイスパスを無料配布[18]
- 2017年
  - 3月31日 - 高齢者向けの浜松市ナイスパス事業を終了[19]
  - 7月26日 - 繁忙期につき期間限定でナイスパス定期券の発行開始日を通常の14日前から30日前に拡大[20]
  - 8月5日 - 約7年ぶり[21]にジュビロ磐田記念ナイスパスを発売[22]
  - 8月21日 - ナイスパス定期券の発行開始日を通年で30日前に拡大[23]
  - 8月31日 - 車内でのナイスパス販売を終了[24]
- 2020年1月31日 - ETカードからの積み替え扱いを終了[25]
- 2021年3月31日 - プレミア額の付与サービスを終了[5]

## 券種
一般カードを除き、すべて記名式である。学生カード・小児カード・障害者カードは有効期限がある。
一般カード
大人用として通常発行されるタイプで、従来のETカードを置き換えるものである。無記名式と記名式があり、無記名式はバス車内でも購入できる。無記名式は遠鉄の窓口で記名式に変更することができる。有効期限は無い。
学生カード
2021年3月31日以前は一回の入金額が3,000～10,000円の場合、プレミアムが一般カードより高く設定されている。同年4月1日以降は中学生以上の学生で定期券をご利用になるお客様にご購入いただけるカードとなっている。高校卒業に値する満18歳までは進学有無に関わらず自動的にこのカードとなる。スイングメイト同様、購入には制服着用または学生証の提示が必要 なほか、満18歳以上は年度ごとに進学や進級を示す更新の手続きが必要。
小児カード
小児運賃で精算される。購入には年齢確認ができるものの提示が必要。
障害者カード
障害者割引で精算される。購入には障害者手帳の提示が必要なほか、定期的な更新手続きが必要。

## SF
遠州鉄道では、SF残高を増やすことを入金・積増（積み増し）・チャージと呼ぶ。
以下に一回に入金できる入金額一覧とプレミア（2021年4月1日以降は付与されない）を示す。なお、一般は一般カード・障害者カードを、学生は学生カード・小児カードを示す。
| チャージ額 | 利用可能額 | 利用可能額 | かつての ETカード での販売 |
| チャージ額 | 一般       | 学生       | かつての ETカード での販売 |
| ---------- | ---------- | ---------- | -------------------------- |
| 1,000円    | 1,100円    | 1,100円    | ▲                          |
| 2,000円    | 2,200円    | 2,200円    | ▲                          |
| 3,000円    | 3,300円    | 3,500円    | ●                          |
| 4,000円    | 4,400円    | 4,700円    | ×                          |
| 5,000円    | 5,500円    | 6,000円    | ★                          |
| 6,000円    | 6,600円    | 7,300円    | ×                          |
| 7,000円    | 7,700円    | 8,600円    | ×                          |
| 8,000円    | 9,000円    | 10,100円   | ★                          |
| 9,000円    | 10,150円   | 11,400円   | ×                          |
| 10,000円   | 11,300円   | 12,700円   | ×                          |

かつてのETカードでの販売の凡例
- × : 販売されていなかった。
- ▲ : 一般用のみ販売されていた（学生用「スイングメイト」の販売は無い）。
- ● : 一般用・学生用「スイングメイト」とも販売されていた。
- ★ : 一般用・学生用「スイングメイト」とも販売されていたが、学生用「スイングメイト」はナイスパス入金額より500円少ない利用可能額で販売され、500円のおまけカードが付いていた[注釈 19]。

2,000円カード（利用可能額2,200円・発売額デポジット込2,500円）は2006年6月1日より2017年8月31日まではバス車内でも販売されていた。
また、ナイスパス導入当初より2020年1月31日までETカードから残高を無手数料で積み替えることが可能。
なお、ナイスパスの券面には入金可能額の上限は記載されていないが、4回分までの入金が可能である。

## 入金・履歴
オートチャージについては後述。
また、#利用履歴も参照。
入金は前述の通りだが、バスの運賃箱にて乗務員への申告なしに入金できる。鉄道線は現在は有人駅・無人駅とも全駅にナイスパス対応自動券売機が1台以上設置されているため、そちらでの入金が可能である。
以前より全駅に自動券売機は設置されていたものの、当初はナイスパス非対応券売機のみだったため、無人駅を含む全駅に入金機が設置されていた。
この他、バスターミナル設置の入金機、車掌や臨時バス係員などが携帯する端末、遠州鉄道各窓口などでも入金できる。
履歴確認は窓口の他に、上記のうち運賃箱・券売機にて可能。印字は窓口の他に、上記のうち券売機・入金機・時刻表印刷端末にて可能。

### 利用履歴
オフラインで履歴を確認する場合には、最後の20件分が確認できる。
また、一般のICカード乗車券では定期券区間・期間内の利用では履歴が出ないことが多いが、それも表示・印字される点が特筆できる。

#### 駅バスターミナルでの印字
「日付・(おおよその)時刻　車輛ナンバー　乗車バス停　降車バス停　精算額　残高」が印字される。
バス停は全角で5.5文字まで印字され、例えば「浜名湖パルパル」は「浜名湖パル」と「パの左半分」と表示される。
- 乗車未処理など、運賃箱の手動操作による精算の場合は「乗務員精算 ～降りたバス停」（例：乗務員精算 ～ごんげんや など）。
- 「ハンディ」と表示される、乗務員などが所持する携帯カードリーダーでは車輛ナンバーが「0000」となる。
- 「く・る・る(廃止)」では乗車バス停が空欄、降車バス停のみの表示（例:　　　　　 ～浜松駅　　 など）。

#### 駅の自動券売機での印字
「日付・おおよその時刻（10分単位） 乗車駅　運賃　降車駅　残額」の順で印字される。

### オートチャージ
2009年9月1日、Suica・PASMO・nimocaに続き、日本の鉄道用ICカードで4番目にオートチャージサービスを開始した。また、日本のバスに於いては初めてのオートチャージサービスである。但し、オートチャージ元はえんてつカード（クレジットカード機能付き）のみである。
1. 当初は、実行判定額・入金額が共に2,000円（実際の入金額はプレミアが付いて2,200円）に固定。この時は一般カードのみ対象で、暫定処置としてオートチャージされるたびにえんてつポイントが100ポイントが加算された。
2. 2009年2月1日以降は判定額（1,000円 - 5,000円）と実行額（1,000円 - 10,000円[実際には別途プレミアが付く]）が1,000円単位で選べるようになった。また、学生用ナイスパスは2009年2月1日より高校生以下は保護者名義のえんてつカードで、大学生以上は本人名義のえんてつカードでオートチャージ登録ができるようになった[注釈 23][注釈 24]。これに伴い、暫定処置であったオートチャージ時のえんてつポイント100ポイントが廃止された。

- オートチャージがなされるタイミングは、鉄道線の駅の入場時（乗車時）・鉄道線の駅の出場時（降車時）・バスの降車時（運賃箱）の3種類である。それ以外[注釈 25] ではオートチャージなされない。
- 2010年3月1日 - 5月31日までオートチャージ登録キャンペーンを実施していた。当該キャンペーン中はオートチャージ登録で300ポイント、オートチャージ利用で200ポイントがそれぞれえんてつカードに付与される。ただしこの特典は1枚のナイスパスにつきそれぞれ1回ずつとなる[注釈 26]。
- 以降も類似したキャンペーンは随時行われている[注釈 27]。

## 記念カード
記念カードはデポジットはかからない。また定期券を付加したり記名式にしたりすることは出来ない。
合格祈願ナイスパス
2010年2月1日、ナイスパス初の記念カード、「合格祈願ナイスパス」の販売が開始された。詳細は、「合格祈願ナイスパス」公式サイト を参照されたい。
カード自体は通常のナイスパスにリライト印字で特別な印字がされており、虚空蔵寺にて祈祷をしてある。
発行金額は通常のナイスパスと同様、1,000円〜10,000円の任意の金額を入金しての発行である。
ジュビロバージョン
2010年9月11日、ナイスパス初の提携（タイアップ）型記念カード、「ジュビロバージョン」の販売が開始された。詳細は、「ナイスパス（ジュビロバージョン）」公式サイト を参照されたい。
遠鉄グループ大感謝祭の一環で販売された。ジュビロ磐田とタイアップしている。
このカードは券面自体が通常のナイスパスとは異なる。また発行金額が2,000円（利用可能額2,200円）固定である。
2017年に新デザインが限定販売された。詳細は公式サイト参照。
ジュビロ磐田優勝記念ナイスパス
2010年12月11日、「ジュビロ磐田優勝記念ナイスパス」の販売が開始された。詳細は 「ジュビロ磐田優勝記念ナイスパス」公式サイト を参照されたい。
このカードは券面自体が通常のナイスパスとは異なる。また発行金額が3,000円（利用可能額3,300円）固定である。
ご祈願ナイスパス
2011年1月4日、「ご祈願ナイスパス」の販売が開始された。詳細は 「ご祈願ナイスパス」公式サイト を参照されたい。
一般（大人）用の「大願成就」と学生用の「合格祈願」が存在する。
合格祈願ナイスパス同様、カード自体は通常のナイスパスにリライト印字で特別な印字がされており、虚空蔵寺にて祈祷をしてある。
リライト印字による記念カードとしては初めて一般（大人）用も販売された。
発行金額は1,000円（利用可能額1,100円）固定である。
ナイスパスの記念カードとしては初めて台紙が付いた 他、大願成就・合格祈願とも記念きっぷの「合格きっぷ」 が同梱されている。また、購入時にキットカット（カード1枚につき1つ）が貰える。

## ナイスパスエコポイントサービス
ナイスパスエコポイントサービスはかつて遠州鉄道が実施していたICカードのポイントサービスである。
政府エコポイントが登場した末期は区別するためにナイスパスエコポイント（サービス）とも呼称していたが、基本的にエコポイント（サービス）と呼称していた。
2005年1月20日にサービス開始。当初は以下のサービスであった。
- 記名式ナイスパスのSF利用時に1%のポイント（10円=0.1ポイント）を付与。
- 1000ポイントで遠鉄グループの商品券（1000円分）に交換。
- ポイントの有効期限は取得から3年後の12月末[注釈 30] の予定だった。

なお、公式サイトにてカード番号の入力によりエコポイント残高を確認出来るが、その際にはCO2削減量が案内される。
その後、2008年9月1日より遠鉄グループ各社のポイントサービスが統合され、えんてつポイントに移行されることとなり、エコポイントもえんてつポイントへ移行した。
手続きは2008年9月1日からの受付で、ナイスパスとえんてつカードを共に遠州鉄道の窓口に提出することによりナイスパスによるえんてつポイントサービスを受けることが出来る。また、オートチャージも同時に設定が出来る。この操作によりエコポイントはえんてつポイントに自動的に引き継がれる。
なお、えんてつポイントは1ポイント単位のため、積算時には1ポイント単位となっているが、計算上は従来通り0.1ポイント単位で行われており、100円未満の端数も累計額が100円に達した時点で1ポイントとなる。
えんてつポイントサービス開始に伴いエコポイントサービスは2008年12月31日を以て終了となった。えんてつポイントに移行しなかった場合の2009年1月1日以降の取り扱いは以下の通り。
- 1000ポイント未満の端数は消滅。
- 当初予定されていた3年間の有効期限[注釈 30] までは1000ポイント単位で保持。
- エコポイントの新たな蓄積は行わない。

ちなみに、サービスが終了した2008年取得のエコポイントが2011年末で消滅するため、これにより名実共にサービスが終了する。また、現在はウェブサイト上やバスターミナルの端末にてエコポイントが確認出来るが、2012年以降に変動が起こることが予測される。

## 定期券
ここでは、「ナイスパス定期券」および前身の紙製の定期券の時代も含む遠州鉄道（電車・バス）の定期券全般について解説する。
従来、定期券は14日前からの発売であり繁忙期のみ1ヶ月前からとしていたが、2017年8月21日より通年で1ヶ月前からの発売となった。

### 券面
駅や停留所名の印字は、4文字までのため5文字以上のバス停や駅については略称で印字される。
定期券の場合は、年齢、名前、性別、生年月日、使用期限が印字される。

### 区分
- 通勤
- 通学 - 特筆すべき点は、全ての満18歳未満及び全ての学生[注釈 33] が通学定期となる点である[注釈 34]。その為区間や用途は問われない。

### 種類
通学定期に限りオプションで下記の2種類を選択でき、下記の両者とも組み合わせることが出来る。
- 平日定期（通学ウィークデー定期）:5/7の値段で、休日ダイヤ運行日や祝日等に関わらず平日（月～金）に利用できる。
- 学期定期（終了日指定定期）:例えば4月7日 - 7月20日と言ったように、任意の日数を選べる[注釈 36]。左記の例では、3ヶ月14日間の定期券の扱いとなり、3ヶ月分の定期代+14日分の定期代（日割）で3ヶ月定期の割引率となる。なお、学期と名が付くものの学期と関係なく開始日・終了日を指定することも出来る[注釈 37]。

### 特殊な定期

#### 全線定期
1999年2月1日（シルバーワイドフリーのみ2000年9月）に販売を開始した。
定期券の上限運賃と銘打って導入したこともあり、ワイドフリー定期券より高額となる定期券は自動的にワイドフリー定期券となる。
- 通勤ワイドフリー定期:全線利用できる。前述の通り持参人方式である。なお、記名式ナイスパスによるナイスパス定期の場合は、券面に「定期券は持参人一名様が利用可能」と表記される[26]。
- 通学ワイドフリー定期:全線利用できる。こちらは持参人方式ではない。
- シルバーワイドフリー定期:満65歳以上と自動車運転免許証を返納した満60歳以上が購入できる、廉価な全線定期[注釈 38]。

#### 連絡定期
1971年4月1日に発売を開始した、遠鉄電車と遠鉄バスを乗り継ぐ定期券である。
当初は無割引だったが、1979年12月21日より遠鉄電車分と遠鉄バス分ともに相互に5%引きとなっている。

#### 循環定期
鶴見富塚じゅんかんなど、循環路線を一周する定期である。浜松駅経由で他の路線のバス停を発着にすることも出来る。
券面は、(乗車バス停)⇔●●・循と表示される。

#### 共通定期
概ね赤電の駅から数km以内の指定バス停と浜松駅とを結ぶ定期券には、加算料金を払う事なく当該最寄り駅と遠州病院・第一通り・新浜松を利用できる共通定期を付加することができる。
助信駅以北でのみ設定されており、鉄道線においては当該駅と上記の都心3駅との間以外での利用（途中下車や乗り越し等）ができず全区間分の運賃が引き去られる他、定期券面のバス停を指定している鉄道駅が複数存在する場合もいずれかの内の1駅しか選択できない。
また、指定バス停を経由していても券面のバス停が指定エリア外の場合には付加することはできない。

### ナイスパス定期券
SFのみで使用しているナイスパスであってもカードを交換することなしに定期券機能を付加することができる。このナイスパス定期券は2005年1月20日に発行開始した。その後も一部の窓口では紙製の定期券を発行できたが、2010年代に入り遠鉄では電車・バスとも定期券をナイスパスに統一し、紙製の定期券は遠鉄自動車学校発行などの例外を除き発売終了した。

### 取り扱い
バスについては、定期券区間内を結ぶ全ての路線の途中バス停で途中下車が出来る。また、経路変更やバス停分割により別のバス停となったバス停は同じバス停として計算される。
以下に例を示す
1. 浜松駅⇔アクトの定期券は、元々アクトシティ経由は新町経由だった影響で、広小路や新町も利用できる。
2. 常楽寺と常楽寺入口は直接ののりかえは出来ないが、同一のバス停として計算される。
3. 市役所前と市役所南は元々両方とも市役所前だった影響で同一のバス停として計算される。
4. 浜松駅⇔浜商前の定期券は、浜松駅⇔浜商前を常盤町経由も結んでいるほか、浜松駅⇔浜松北高をゆりの木通り経由などいくつかの経路で結んでいるため、それらの全てのバス停で途中下車できる。
5. 浜松駅⇔富塚の定期券は、舘山寺線や医療センターまわりは同じ運賃のためどちらの途中バス停も利用できるが、せいれいまわりは運賃が高くなるため例え浜松駅 - 富塚であっても市役所前 - 富塚の分が乗り越し扱いとなる。
6. 浜松駅⇔かじ町の定期券は、元々同じバス停だったザザシティ前も利用できる。
7. 浜松駅⇔富塚･循の定期券は、運賃が同じ、或いは安くなる鹿谷町 - 浜商前 - 富塚や、かじ町 - 鴨江 - 医療センターなどいろいろな経路が利用できる。

- なお、浜松駅を含む定期券は「く・る・る」を利用できる。

### 発行・更新
定期券は、遠州鉄道各窓口で発行することが出来、鉄道駅でバスのみの定期券を発行することや、バスの窓口で鉄道線のみの定期券を発行することも出来る。
定期券の更新は、従来は遠州鉄道各窓口のみであったが、バスのみの定期券を含め2009年頃より一部鉄道駅の自動券売機でも出来るようになった。
通常は、自動券売機で更新できる場合でも通勤定期のみの扱いとなり通学定期は窓口となるが、通学定期でもその学生ナイスパスの有効期限内であれば券売機で更新できることが特筆できる。
自動券売機による定期更新の際には、使用開始日・期間（学期定期含む）・種類（平日定期または全日定期）を選択（変更）することが出来る。ただし、区間の変更や個人情報の変更は出来ないため、その場合は窓口となる。

## 相互利用・電子マネー
裏面には「当社が別に定めた他社でもご利用いただけます。」との文言があるが、他社のICカード乗車券との相互利用の計画はない。ただし、遠鉄タクシーでは浜名線入出系統をはじめとする遠鉄バスから路線移管を受けたバス路線の一部に限りナイスパスの使用が可能である。同社が運営する都市間高速バスe-LineRや空港直行バスe-wingでは（一時期移管を受けていた遠州鉄道の子会社の浜松観光バスを含め）ナイスパス対応運賃箱が搭載されている場合もあるが、ナイスパスは使用できない。
また現段階では、グループの遠鉄百貨店・遠鉄ストアなどとの相互利用や電子マネー化の予定はないが、そもそも現状では不可能である。これは前払式証票の規制等に関する法律に定める申請などの手続きをとっておらず、あくまで乗車券という位置づけとしているためである。なお、現行のナイスパスの裏面に店舗などで利用可能な旨の文言はない。一方で2015年度には遠鉄グループおよび全国の取扱店で利用可能なVISAプリペイドカードとしてえんてつカードのポイント専用カードの後継という位置付けで「EPiCA」（エピカ）を導入したが、こちらはナイスパスとの互換性のないプリペイドカードである。EPiCAは2023年にCoGCaに移行している。
なおナイスパスへの入金時プレミアム上乗せは2021年3月31日に廃止されたため、他社局との相互利用や電子マネー化を行う場合の精算金額の相殺問題は無くなったが、相互利用に向けた動きは未だ発表されていない。

## 応用サービス
- 浜松駅バスターミナルのサービス端末では任意のバス停の時刻表を印刷することができるが、ナイスパスをタッチすると、記憶された最近の乗車履歴を元に利用頻度の高いバス停をすぐに抽出できる。また、ナイスパスの残高ご利用明細を印刷することができる。
- ナイスパスを媒体としたイベント企画として、漫画『タッチ』の実写版映画試写会の抽選招待やルーレットゲームなどが行われた。

## 浜松市ナイスパス
浜松市ナイスパス（はままつしないすぱす）とは、浜松市が発行するナイスパスを指す。
一般カード・障害者カードには浜松市発行のタイプもあり、券面のデザインが遠鉄発行のものと異なる ほか、所定の金額がストアードフェアで毎年度交付される。これは従来、磁気カード（ETカードと同じ方式）で交付されていた高齢者・障害者用の電車・バス利用カードを代替するものである。
なお、交付されたSF金額は、年度末（翌年3月末日）まで有効である。
浜松市の政策転換により、障害者向けカードを除いて高齢者向けのカード新規発行ならびに無償積み増しは2016年度をもって終了した。ただし、今後も自身で入金することによりカードそのものは引き続き使用可能。

## EG1CARD

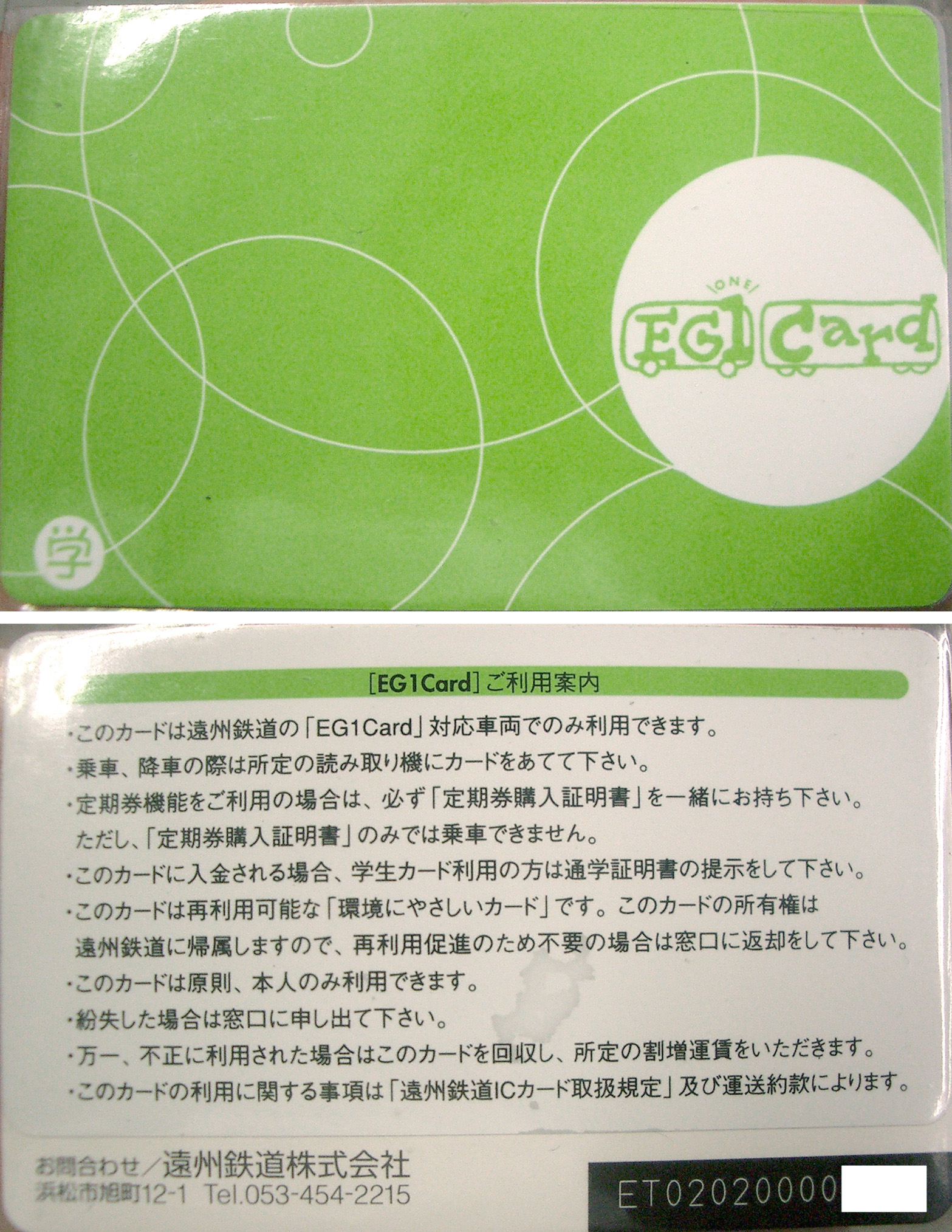
EG1カード（学生）。図柄・案内文はカード本体に印刷されているのではなく、発行時にそれぞれ貼り付けられたシールによるものである。

EG1CARD（いーじーわんかーど）は、ナイスパスの前身である。
- 初期のナイスパス同様、デポジットはかからなかった。
- 2002年3月1日 - 同年12月に鉄道線の新浜松⇔助信と対応ステッカー付きのバス車輛にて運用される51泉高丘線にて試験運用し、2003年4月1日よりバスのみ本格運用。
- 試験導入時はモニター方式で利用者を募集した[9]。
- ロゴのEG1CARDの1Cの部分はICを意識したロゴとなっていた。
- リライトカードではなかったが、住所･氏名・電話番号の登録が必須だった。
  - そのため、購入時に登録されたデータが記載された発行証明と、券面に貼付できるシール（3種類から1枚を選択）が配布された。
- IC定期券は販売されなかった。
- 裏面は、発行元（遠州鉄道株式会社の連絡先）、及び、右下にカード番号が記載されているのみで、白面無地だった。
- カード番号はナイスパスとは違い、左上が無い他、桁数が違い、「ET」を含めて14桁であった[注釈 46]。
- ナイスパス導入に伴い、2004年12月31日を以て利用終了。
- 現在も遠鉄社内にて社員証等の一部（担当乗務員をセットする乗務員ICカード等）に使われている。
- カード番号の桁数、非リライトカードなど、仕様は異なるが、ナイスパスとシステムは同一である[注釈 47]。

## 遠州鉄道 社員食堂・ラウンジカード
利用者から返却されたナイスパスは前述した記念カードなどにリサイクルカードとして用いられる他、表面を削りリライト不能なカードとして再印刷されたリユースカードとして遠州鉄道の社員食堂やラウンジカードで利用出来る電子マネーカードに用いられる。
こちらは無記名式・無デポジット・無プレミアであり、社員食堂内などに設置されている自動発行機で発行や入金、返却が出来る。